# تامايو أكياما
تامايو أكياما (باليابانية: 秋山たまよ؛ بالكانا: あきやま たまよ) هي كاتبة للأطفال وكاتِبة ومانغاكا يابانية، ولدت في 28 نوفمبر 1966 في أوساكا في اليابان.

## روابط خارجية
- تامايو أكياما على موقع ANN person (الإنجليزية)